# 行人隧道

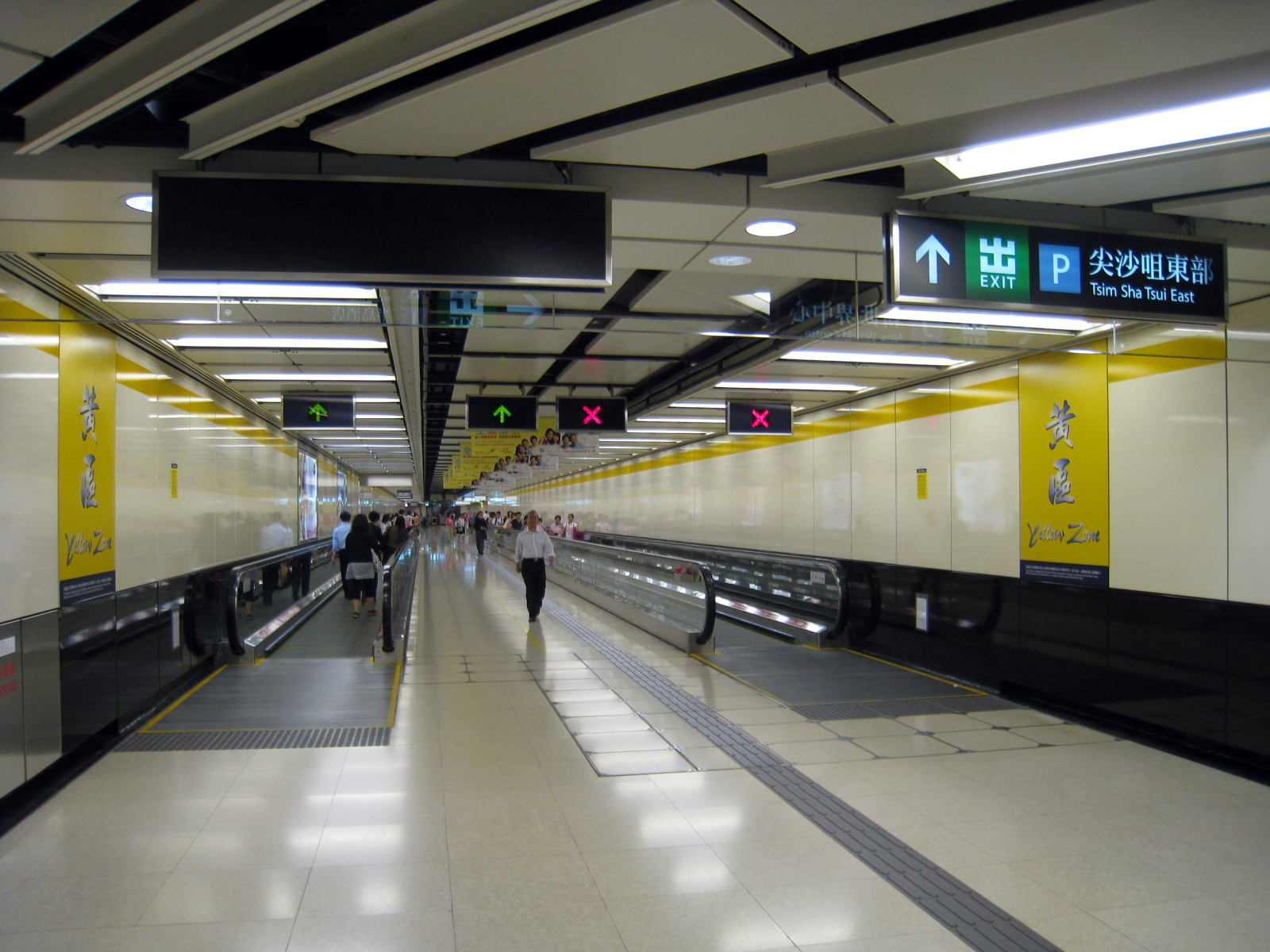
位於香港尖沙咀的行人隧道

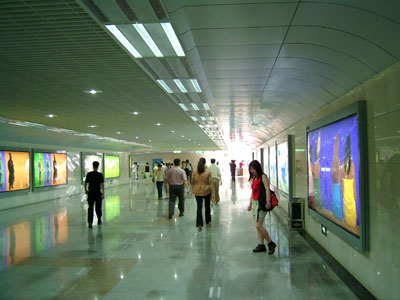
西安钟楼下的行人隧道

行人隧道是土木工程、交通、建筑物、隧道的一種，作用是供行人通过，解決在地面人車爭路的問題。行人隧道多數出現於大城市、商場、地鐵、巴士總站、碼頭之間。

## 用途
- 行人通道使用
- 戰爭時期可以作為防空洞，也可能成為大型的毒氣室。

## 常見設施
行人隧道的設施通常有楼梯、電動扶梯、升降机、地图、照明、抽風機、閉路電視、凸透鏡、保安員、使用指引、法規、通告、方向指示牌、投訴電話等。

## 人行地下道衍生的問題
- 可能受到水災影响
- 因宽广且部分地区无人监管，易发治安问题，如抢劫
- 空氣流通问题
- 地方清潔问题，垃圾、污水等滋生蚊蟲。
- 露宿者寄居
- 乞丐行乞
- 消防及疏散問題
- 建築成本較行人過路設施高
- 需提供額外照明
- 與地面連接的問題，尤其不少隧道只有樓梯連接地面，不利長者、傷健人士、推車者使用。
- 與地面割裂，尤其是地下街，將大量人流吸引到地下空間，減低地面商舖和設施的可視性和吸引力。例子：香港尖沙咀區介乎漆咸道南與彌敦道之間的一段麽地道、深圳福田區福華路（下方為連城新天地地下街）。

## 各地的地下人行通道入口标志

中国大陆（人行地下通道）
台湾（人行地下道）
新加坡
丹麦
奥地利
前苏联

## 相關
- 人行天橋
- 步行街
- 地下街
- 可步行性